# Ernest Pantz
Ernest Pantz, né à Metz le 10 juin 1858 d'un père constructeur en fer et décédé à Paris le 22 mai 1940, est un industriel de la construction métallique, maire du 12e arrondissement de Paris de 1900 à 1905 et médaille d'or à l'Exposition internationale de Turin en 1911.

## Biographie
Ancien élève de l’École nationale d'Arts et Manufactures de Chalons de la promotion 1873-1876, il commence sa carrière après son service militaire en tant que dessinateur. Il devient progressivement surveillant de travaux puis directeur d'usine. Il fonde enfin sa propre usine de construction métallique en 1891 située rue Sibuet à Paris. Dans la continuité de Gustave Eiffel, il contribue largement au développement de la construction métallique à usage industriel, notamment par la construction d'ateliers, en supplantant peu à peu les charpentes en bois, ses charpentes acier permettant de franchir de plus grande portées et donc d'augmenter l'espace libre pour les machines tout en étant plus économique.
En 1901 son entreprise compte 200 ouvriers et Ernest Pantz est montré en exemple pour la participation aux bénéfices de l'entreprise qu'il octroie à son personnel sur une base inédite, la redistribution étant effectuée sur la quantité de chiffre d'affaires et non sur le résultat de l'entreprise.
Présidant la Société des ingénieurs Arts et Métiers de 1902 à 1905, il est notamment membre fondateur de sa caisse de secours servant d'assurance maladie et d'assurance chômage.
En 1905 il se présente aux élections législatives sous la bannière radical-socialiste pour remplacer un élu décédé dans la première circonscription de Nancy mais n'obtient pas un nombre de voix suffisant pour être élu.
Il fait partie des exposants représentant les travaux publics français lors de l'Exposition internationale des industries et du travail de 1911 se tenant à Turin et obtient une médaille d'or.
Constructeur de la charpente métallique de l'usine Renault à Billancourt, il est mis hors de cause en juillet 1922 de l’effondrement de l'une des charpentes ayant causé 27 morts le 13 juin 1917, les établissements Renault ayant modifié et surchargé la structure porteuse en pleine fabrication intensive de guerre.
Après son décès en 1940 l'entreprise qu'il a créée lui survit sous le nom de Établissements Ernest Pantz.

## Décorations
Chevalier de la Légion d'honneur (décret du 10 juillet 1901)
Le 10 juillet 1901 il est nommé, en qualité d'industriel, chevalier de la légion d'honneur.

## Réalisations

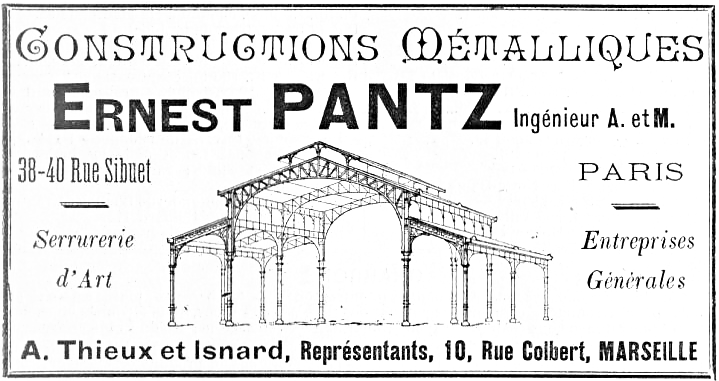
Publicité de 1897 de l'établissement de construction métallique Ernest Pantz

Parmi les travaux réalisés par Ernest Pantz on peut citer les suivants :
- les ouvrages liés aux chemins de fer et notamment les pont métallique de la ligne Paris-Chartres, le tablier métallique à la Bastille ou encore les dépôts ferroviaires de Granville et de Gatteville dans la Manche.
- les ouvrages liés aux tramways et omnibus tels que l'usine et le dépôt de Guesnain pour le tramway de Douai à Aniche dans le département du Nord, l'usine génératrice du tramway de Caen, l'usine génératrice du tramway de Toulouse, le dépôt de Tourlaville pour le tramway de Cherbourg.
- Divers ateliers ou usines comme les ateliers de Neuilly-sur-Marne et de Cap-Martin pour la compagnie de Thomson-Houston, l'usine des cycles Clément à Levallois-Perret, l’usine de cycles et automobiles Darracq à Suresnes, l'usine des automobiles Renault de Billancourt[7], l'usine de la Macérienne à Mézières, les usines génératrices de Grenelle, Malakoff, Vincennes, Bordeaux et Nice.

Il a également été amené à réaliser des travaux à l'étranger comme au Sénégal, au Mozambique et en Nouvelle-Calédonie.

## Ouvrages notables
L'inventaire général du patrimoine culturel français contient certains ouvrages réalisés par Ernest Pantz :
- Station de pompage à Lunéville dans le département de Meurthe-et-Moselle, construite en 1879,
- Les « promenoirs couverts » de l'établissement thermal et pavillon des sources, actuellement Centre d'art contemporain, à Pougues-les-Eaux dans le département de la Nièvre, construits dans les années 1890[8],
- Usine de construction automobile Clément-Bayard en 1894, à Levallois-Perret dans le département des Hauts-de-Seine, devenue en 1922 André Citroën[9],
- Ateliers de fabrication de l'usine textile dite "Têtard Frères", devenue ensuite "Lainé et Cie", puis "MFTC", puis "Boussac Saints-Frères", à Beauvais dans le département de l'Oise, construits vers 1890[10],
- Centrale électrique de Mazières à Bourges dans le département du Cher, construite en 1913[11],
- Usine d'oxygène liquide, dite Socoxyl, à Briey dans le département de Meurthe-et-Moselle, construite en 1926,
- L'usine d'ébénisterie Valéri à Montreuil en Seine-Saint-Denis, édifiée à partir de 1932.

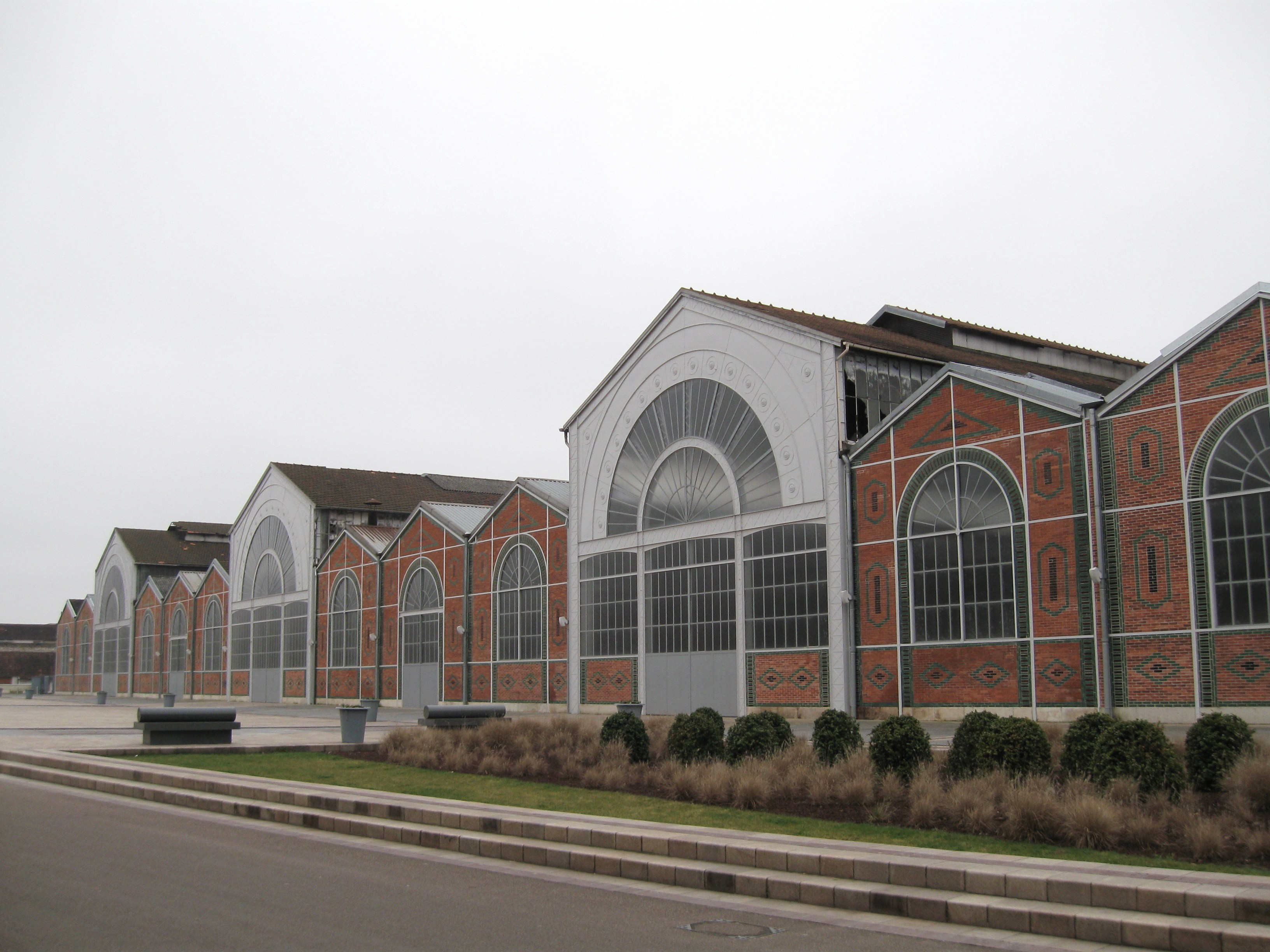
Usine de la Société Française à Vierzon